# Corydoras potaroensis
Corydoras potaroensis és una espècie de peix de la família dels cal·líctids i de l'ordre dels siluriformes que es troba a Sud-amèrica: Guaiana.
Els mascles poden assolir els 4,1 cm de longitud total.